# پیابو برایسن
پیابو برایسن (به انگلیسی: Peabo Bryson) متولد ۱۳ آوریل ۱۹۵۱ در گرینویل واقع در کارولینای جنوبی متولد شد.
 او یک خواننده و آهنگساز در سبک ریتم اند بلوز و سول آمریکایی است.
یکی از آثار مطرح وی خوانندگی برای انیمیشن دیو و دلبر محصول سال ۱۹۹۱ میلادی به همراه سلن دیون می‌باشد.
وی برنده دو جایزه گرمی می‌باشد.